# Ministerium für Meereswirtschaft und Binnenschifffahrt
Das Ministerium für Meereswirtschaft und Binnenschifffahrt (polnisch Ministerstwo Gospodarki Morskiej i Żeglugi Śródlądowej, abgekürzt MGMiŻŚ) war eine oberste Behörde der Republik Polen, welche von 2015 bis 2020 bestand. Ihre Aufgabenbereiche waren die Meereswirtschaft, die Binnenschifffahrt, die Wasserwirtschaft und die Fischerei.
Das Ministerium entstand am 8. Dezember 2015 (mit Rückwirkung zum 16. November 2015) infolge der Ausgliederung von Organisationseinheiten aus dem Ministerium für Infrastruktur und wirtschaftliche Entwicklung sowie dem Ministerium für Landwirtschaft und ländliche Entwicklung. Am 7. Oktober 2020 wurde das Ministerium wieder aufgelöst.

## Organisationsstruktur
Abteilungen
- Meerespädagogik
- Meereswirtschaft
- Wasserwirtschaft und Binnenschifffahrt
- Begutachtung und Kontrolle der Wasserwirtschaft
- Eigentümeraufsicht
- Recht
- Fischerei
- Internationale Zusammenarbeit

Büros
- Minister
- Generaldirektor
- Verwaltung
- Haushaltsfinanzierung
- Binnenkontrolle und -prüfung
- Verteidigung und Schutz von vertraulichen Informationen
- Presse

Beaufsichtigtes Organ
- Bezirksaufseher der Meeresfischerei

Unterstellte oder beaufsichtigte Organisations-Einheiten
- Büro zur Koordination von Projekten zum Hochwasserschutz an Oder und Weichsel
- Maritimer Such- und Rettungsdienst in Gdynia
- Staatlicher Wasserbetrieb Wody Polskie in Warschau
- Institut für Meteorologie und Wasserwirtschaft in Warschau
- Meeresinstitut in Gdańsk
- Institut für Binnenfischerei in Olsztyn
- Meeresinstitut für Fischerei in Gdynia
- Seekammer Gdańsk in Gdynia
- Seekammer in Stettin
- Berufungs-Seekammer Gdańsk in Gdynia
- Hauptaufsicht der Meeresfischerei in Słupsk
- Seeamt in Gdynia
- Seeamt in Słupsk
- Seeamt in Stettin
- Amt für Binnenschifffahrt in Bydgoszcz
- Amt für Binnenschifffahrt in Stettin
- Amt für Binnenschifffahrt in Breslau
- Seefahrt-Universität Gdynia
- Meeresakademie in Stettin
- Technische Fachschule für Binnenschifffahrt in Breslau
- Maritimer Schulverbund in Swinemünde

## Leitung (Auswahl)
- Marek Gróbarczyk (PiS) – Minister 2015–2020
- Jerzy Materna (PiS) – Staatssekretär 2015–2018